# دانایری
دانایری (به لاتین: Danayeri) یک منطقه مسکونی در جمهوری آذربایجان است که در شهرستان گوی‌گول واقع شده است. دانایری ۲۶۱ نفر جمعیت دارد.